# Liste der Straßen im Bonner Ortsteil Geislar
Die folgende Liste enthält die Straßen und Plätze auf dem Gebiet des Bonner Ortsteils Geislar im Stadtbezirk Beuel.
| Straße                  | Erstbenennung/ -erwähnung | Namensherkunft | Frühere Namen Anmerkungen | Bonner Straßenkataster |
| ----------------------- | ------------------------- | --- | --- | ---------------------- |
| Abtstraße               | 1978                      | Die Straße wurde nach dem Hof, der schon im Jahr 1066 der Abtei Siegburg gehörte und an dieser Straße lag, benannt. Nach der Säkularisation fiel der Hof an die Familie Barmbach, die den Hof vorher in Halbpacht bewirtschaftet hatte.                                                                     | Die Straße verläuft zwischen der Geislarstraße und der Oberdorfstraße und hieß von 1858 bis 1978 Bonngasse, diese wurde bereits 1270 urkundlich erwähnt.                                              | Eintrag                |
| Am Alten Pütz           | 1978                      | Benannt nach dem Flurnamen Am alten Pütz. An dieser Straße befand sich, an der Einmündung der Geislarstraße, der alte Gemeindebrunnen. Die Straße Am neuen Pütz gab es auch und befand sich 1752 am südlichen Ende der Geislarstraße.                                                                       | Die Straße verläuft zwischen Siegauenstraße / Geislarstraße und Auf der Rötschen. Sie hieß von 1752 bis 1907 Ispelsgäßchen und von 1907 bis 1978 Pützstraße.                                          | Eintrag                |
| Am Marienhof            | 1974                      | Benannt nach der sich dort befindlichen Wohnsiedlung mit dem Namen Marienhof. | Die Wohnsiedlung befindet sich in der Siegaue, an der Grenze zum Sankt Augustiner Ortsteil Meindorf.                                                                                                  | Eintrag                |
| Auestraße               | 1968                      | Diese Straße führt in die Niederung (Au) des Vilicher Bachs. | Stichstraße von der Liestraße. | Eintrag                |
| Auf der Clemensbitze    | 1987                      | Die Straße ist nach einem Flurnamen, mundartlich op de Bitz, was ein eingezäuntes Grundstück bezeichnet, benannt. | Die Straße verläuft zwischen der Florusstraße und der Aurelianastraße. | Eintrag                |
| Auf der Rötschen        | 1995                      | Benannte nach einem Flurnamen. | Die Straße verläuft zwischen der Landstraße 16 und der Liestraße. | Eintrag                |
| Aurelianastraße         | 1987                      | Die Straße ist nach dem 1969 aufgefundenen Weidestein, der an die Erweiterung der Viehweiden der Bonner Legion unter dem römischen Kaiser Marc Aurel (121–180) erinnert, benannt. Die so genannte Prata Aureliana ist der einzige bekannte römische Flurname im Bonner Raum aus dem 2./3. Jahrhundert.      | Die Straße verläuft zwischen der Fabristraße und der Hammstraße. | Eintrag                |
| Baguettestraße          | 1955                      | Die Straße wurde nach Johannes Baguette (1869–1947) benannt. Er war der erste Geistliche an der damals von Vilich abhängigen Kapelle in Geislar (1906–1910). | Die Straße verläuft zwischen der Geislarstraße und der Abtstraße. Sie hieß von 1930 bis 1955 Josefstraße.                                                                                             | Eintrag                |
| Bergergasse             | 1907                      | Die Straße ist nach dem Geislarer Bergerhof benannt, der bereits 1506 dem Kloster in Merten / Sieg gehörte. Nach der Säkularisation erwarb die Familie Brodesser den Hof, den sie vorher in Halbpacht bewirtschaftet hatte.                                                                                 | Die Straße verläuft zwischen der Sandorfstraße und der Geislarstraße. Sie hieß von 1858 bis 1907 Bergergäßchen.                                                                                       | Eintrag                |
| Cellitinnenstraße       | 2013                      | Die Benennung der Straße bezieht sich auf die ehemaligen Klöster die die Cellitinnen in Vilich (1908–2008) und Geislar (1939–1963) unterhielten. | Die Straße verläuft zwischen Im Rübengarten und Auf der Rötschen. | Eintrag                |
| Fabristraße             | 1930                      | Sie ist nach dem oberhalb, an der Abtstraße, gelegenen Fabrihof benannt. Der Hof wurde später Abthof genannt. Das dazugehörige Flurstück ist vermutlich nach dem Vilicher Organisten Adolph Fabry, dem Präsidenten des Armen- und Kirchenrates, benannt.                                                    | Die Straße verläuft zwischen der Julius-Palm-Straße und der Aurelianastraße. Die Straße hieß bis 1930 Maarweg bzw. Maargasse.                                                                         | Eintrag                |
| Florusstraße            | 1987                      | Benannt nach Lucius Annaeus Florus, einem römischen Schriftsteller, der ca. 120 n. Chr. in seiner Epitoma den Namen Bonns (Bonna) erstmals erwähnte. | Die Straße beginnt und endet als Ringstraße an der Aurelianastraße. | Eintrag                |
| Franz-Buchbender-Straße | 2013                      | Die Straße ist nach Franz Buchbender (1900–1987) benannt. Er war von 1930 bis 1936 Jugendkaplan in Küdinghoven und von 1936 bis 1948 Rektoratspfarrer in Geislar. | Die Straße verläuft zwischen den Straßen Im Rübengarten und Auf der Rötschen. | Eintrag                |
| Geislarstraße           | 1972                      | Benannt nach dem Bonner Ortsteil Geislar. Das südliche Ende trug früher den Namen Auf dem Sand. | Die Straße verläuft zwischen Am Alten Pütz / Oberdorfstraße und Adelheidisstraße / Käsbergstraße. Die Straße selber hieß von 1858 bis 1907 Hauptdorfstraße und danach, bis 1972, Hauptstraße.         | Eintrag                |
| Hammstraße              | 1978                      | Die Straße ist nach einem Flurnamen benannt. Für den Ausdruck Hamm gibt es zwei Erläuterungen, zum einen bedeutet es so viel wie eingefriedetes Grundstück (Weide, Feld), zum anderen versteht man auch den Bogen eines Wasserlaufs, hier des Vilicher Bachs, darunter.                                     | Bei der Straße handelt es sich um eine Stichstraße von der Geislarstraße. Sie hieß von 1858 bis 1930 Hammweg und von 1930 bis 1978 Franzstraße.                                                       | Eintrag                |
| Im Dohm                 | 2002                      | Die Straße ist nach einem Flurnamen benannt. | Es handelt sich um eine Stichstraße von Auf der Rötschen. | Eintrag                |
| Im Kremerich            | 1995                      | Die Straße ist nach einem Flurnamen benannt. | Die Straße verläuft zwischen der Fabristraße und Am Alten Pütz. | Eintrag                |
| Im Rübengarten          | 2013                      | Die Straße ist nach einem Flurnamen benannt. | Die Straße verläuft zwischen Auf der Rötschen und der Cellitinnenstraße. | Eintrag                |
| Im Sand                 | 1987                      | unbekannt | Die Straße verläuft zwischen der Fabristraße und der Florusstraße. | Eintrag                |
| Julius-Palm-Straße      | 1999                      | Benannt nach Julius Palm (1888–1952). Er war von 1925 bis 1931 der erste Pfarrrektor an St. Joseph. Danach wurde er von 1931 bis 1952 Pfarrer in Stieldorf 1931 bis 1952. | Die Straße verläuft zwischen der Straße Im Kremerich und der Straße Auf der Rötschen. Die Straße hieß von 1930 bis 1999 Fabristraße.                                                                  | Eintrag                |
| Liestraße               | 1978                      | Die Straße ist nach einem Flurnamen benannt. Lie bezeichnet ein Lehen, hier lagen Grundstücke, die als Lehen ausgegeben waren. | Die Straße verläuft zwischen der Geislarstraße und Gensemer Gasser. Sie wurde von 1858 bis 1930 Lehbergsweg und von 1930 bis 1978 Grüner Weg genannt.                                                 | Eintrag                |
| Meindorfer Straße       | 1907                      | Benannt nach dem Sankt Augustiner Stadtteil Meindorf. | Es handelt sich um eine Stichstraße von der Oberdorfstraße. Die Straße hieß zwischen 1858 und 1907 Flieschgasse.                                                                                      | Eintrag                |
| Oberdorfstraße          | 1907                      | Benannt nach dem Geislarer Oberdorf. | Die Straße verläuft zwischen Bergergasse / Geislarstraße und der Bundesautobahn 59. Sie wurde von 1752 bis 1824 Im Oberdorf und ab 1858 Dorfstraße genannt.                                           | Eintrag                |
| Peter-Heider-Straße     | 1987                      | Benannt nach Peter Heider (1847–1924). Er war Gutsbesitzer in Geislar und schenkte 1917 seinen Hof dem Orden der Cellitinnen in Vilich. Diese richteten dort 1922 ein Kloster ein. | Die Straße geht von der Fabristraße ab. | Eintrag                |
| Sandorfstraße           | 1963                      | Die Straße ist nach einem Flurnamen benannt. Bei dem Namen Sandorf könnte es sich um eine veränderte Form von Sanderhof handeln. Alexander Sander ist 1355 und 1360 als Lehnsmann der Abtei Siegburg urkundlich erwähnt, eventuell ist er oder einer seiner Nachfahren später in Geislar ansässig geworden. | Die Straße verläuft zwischen der Oberdorfstraße und der Bergergasse. | Eintrag                |
| Schnufertsberg          | 2005                      | Die Straße ist nach einem Flurnamen benannt. | Die Straße ist eine Verbindung zwischen der Abtstraße und der Oberdorfstraße. | Eintrag                |
| Siegauenstraße          | 1978                      | Benannt nach einem Weg zur Sieg. | Die Straße verläuft zwischen Auf der Rötschen und Am alten Pütz / Bergergasse. Sie wurde zwischen 1752 und 1858 Daufgasse, zwischen 1858 und 1907 Taubengasse und danach bis 1978 Siegstraße genannt. | Eintrag                |